# Ảo giác
Ảo giác (tiếng Anh: hallucination) là một tri giác trong điều kiện không có kích thích bên ngoài nhưng lại có phẩm chất của nhận thức thực sự. Ảo giác rất sống động, đáng kể và được cho là nằm trong không gian khách quan bên ngoài. Chúng có thể phân biệt với một số hiện tượng liên quan, chẳng hạn như mơ, không liên quan đến sự thức tỉnh; Huyễn Cảnh, vốn không bắt chước nhận thức thực sự, và được nhận thức chính xác là không thực tế; ảo tưởng, liên quan đến nhận thức thực tế bị bóp méo hoặc giải thích sai; và ảo hình ảnh (trí tưởng tượng), không bắt chước nhận thức thực và nằm dưới sự kiểm soát tự nguyện. Ảo giác cũng khác với "nhận thức hoang tưởng ", trong đó một kích thích được cảm nhận và giải thích chính xác (nghĩa là một nhận thức thực sự) được đưa ra một số ý nghĩa bổ sung (và thường là vô lý).
Ảo giác có thể xảy ra trong bất kỳ kiểu cảm giác nào- thị giác, thính giác, khứu giác, vị giác, xúc giác, proprioceptive, equilibrioceptive, nociceptive, thermoceptive và chronoceptive.
Một dạng ảo giác nhẹ được gọi là rối loạn, và có thể xảy ra ở hầu hết các giác quan ở trên. Đây có thể là những thứ như nhìn thấy các chuyển động trong tầm nhìn ngoại vi, hoặc nghe thấy tiếng động hoặc giọng nói văng vẳng. Ảo giác thính giác rất phổ biến trong tâm thần phân liệt. Ảo giác này có thể mang tính nhân từ (nói với đối tượng những điều tốt đẹp về bản thân) hoặc độc hại, chửi rủa đối tượng, v.v. Ảo giác thính giác thuộc loại độc hại thường được nghe thấy, ví dụ như mọi người nói về đối tượng sau lưng họ. Giống như ảo giác thính giác, nguồn gốc của ảo giác thị giác cũng có thể ở phía sau lưng của đối tượng. Người có ảo giác thị giác thường cảm thấy họ bị nhìn chăm chú hoặc nhìn chằm chằm vào, thường là với mục đích xấu.  Thường xuyên, ảo giác thính giác và ảo giác thị giác xuất hiện đồng thời. 
Ảo giác do thôi miên khi thức và ảo giác do thôi miên khi chìm vào giấc ngủ được coi là hiện tượng bình thường. Ảo giác thôi miên có thể xảy ra khi một người đang ngủ và ảo giác thôi miên xảy ra khi một người thức dậy. Ảo giác có thể do sử dụng ma túy (đặc biệt là deliriants), thiếu ngủ, rối loạn tâm thần, rối loạn thần kinh, và mê sảng do rượu.